# Derek Paravicini
Derek Paravicini (26 de julio de 1979) es un músico virtuoso no vidente inglés diagnosticado como autista y savant. Vive en Londres. Posee oído absoluto, capacidad que le permite memorizar por completo y ejecutar piezas en el piano con sólo haberlas escuchado una vez.

## Biografía
Paravicini nació muy prematuramente, a las 25 semanas. Su ceguera fue causada por la terapia de oxígeno dado durante su tiempo en una unidad de cuidados intensivos neonatales. Esto también afectó a su cerebro en desarrollo, lo que resulta en su grave discapacidad de aprendizaje. Él también tiene autismo.
Él tiene oído absoluto y puede reproducir una pieza musical después de escucharla una vez. Comenzó a tocar el piano a la edad de dos años cuando su niñera le dio un viejo teclado. Sus padres organizaron para él asistir a la escuela Linden Lodge para ciegos en Londres. En su visita introductoria a la escuela, en la sala de música que se liberó de sus padres, luego se dirigió directamente a un piano que se está reproduciendo, y luego empujó al intérprete, Adam Ockelford, a un lado para tomar el relevo. Ockelford lo alentó y organizó primero semanalmente y luego las lecciones diarias. A los  siete años, dio su primer concierto en Tooting centro de ocio en el sur de Londres.